# Specie di Heptapteridae
Di seguito sono elencate tutte le specie di pesci ossei della famiglia Heptapteridae note ad agosto 2015

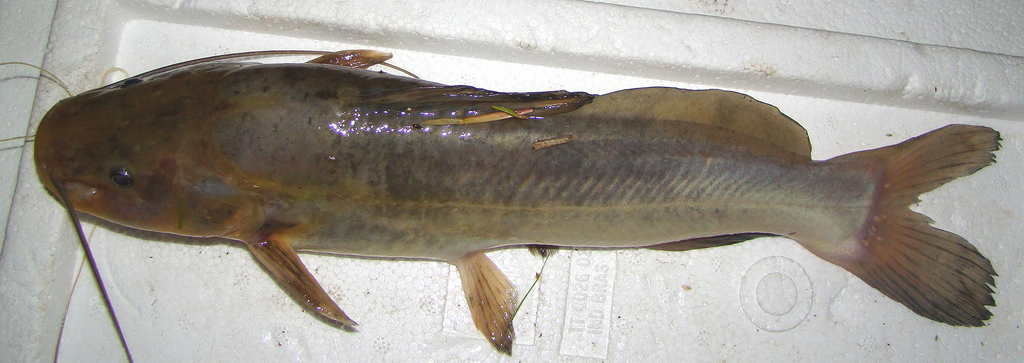
Rhamdia quelen

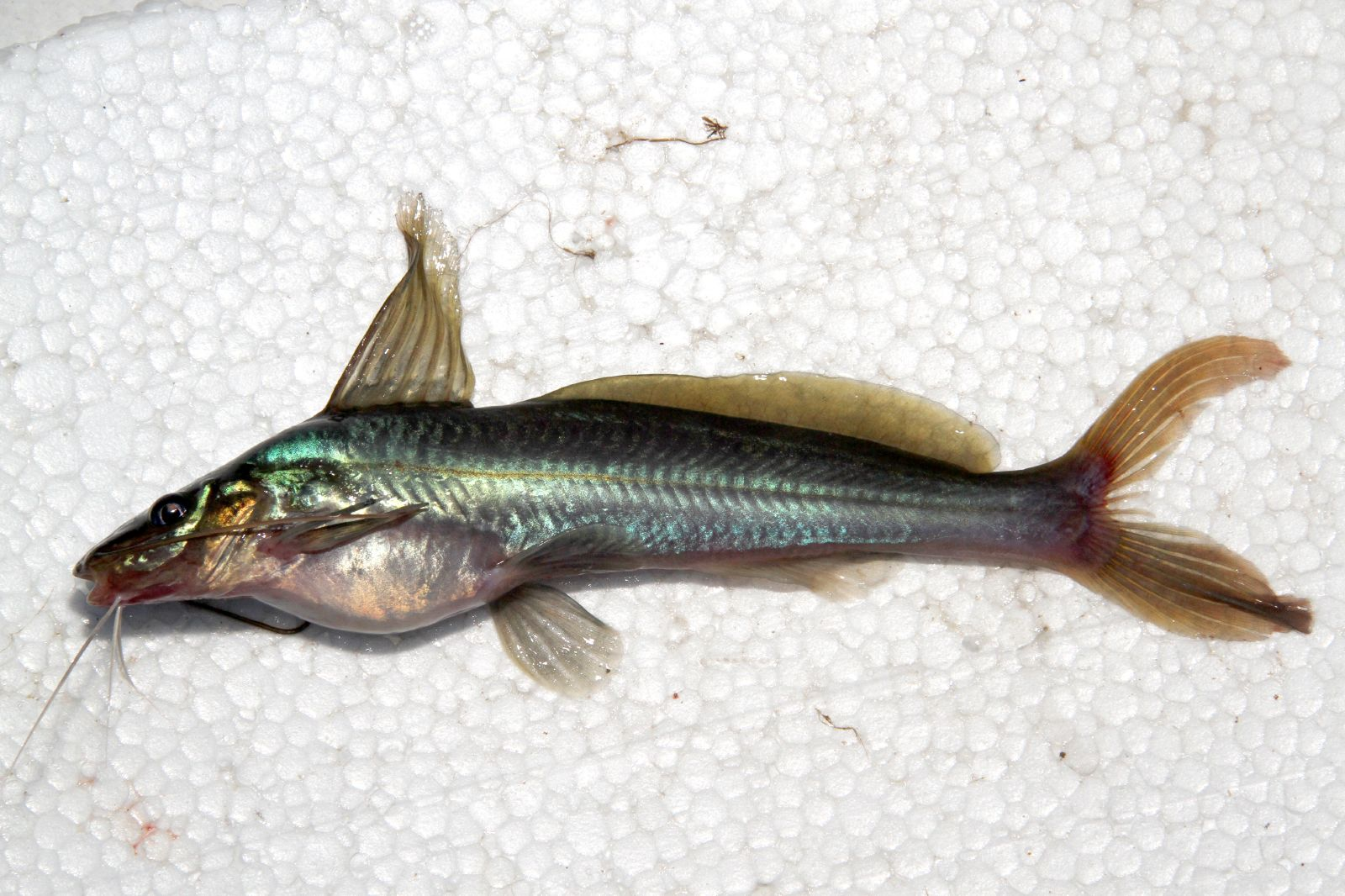
Pimelodella sp.

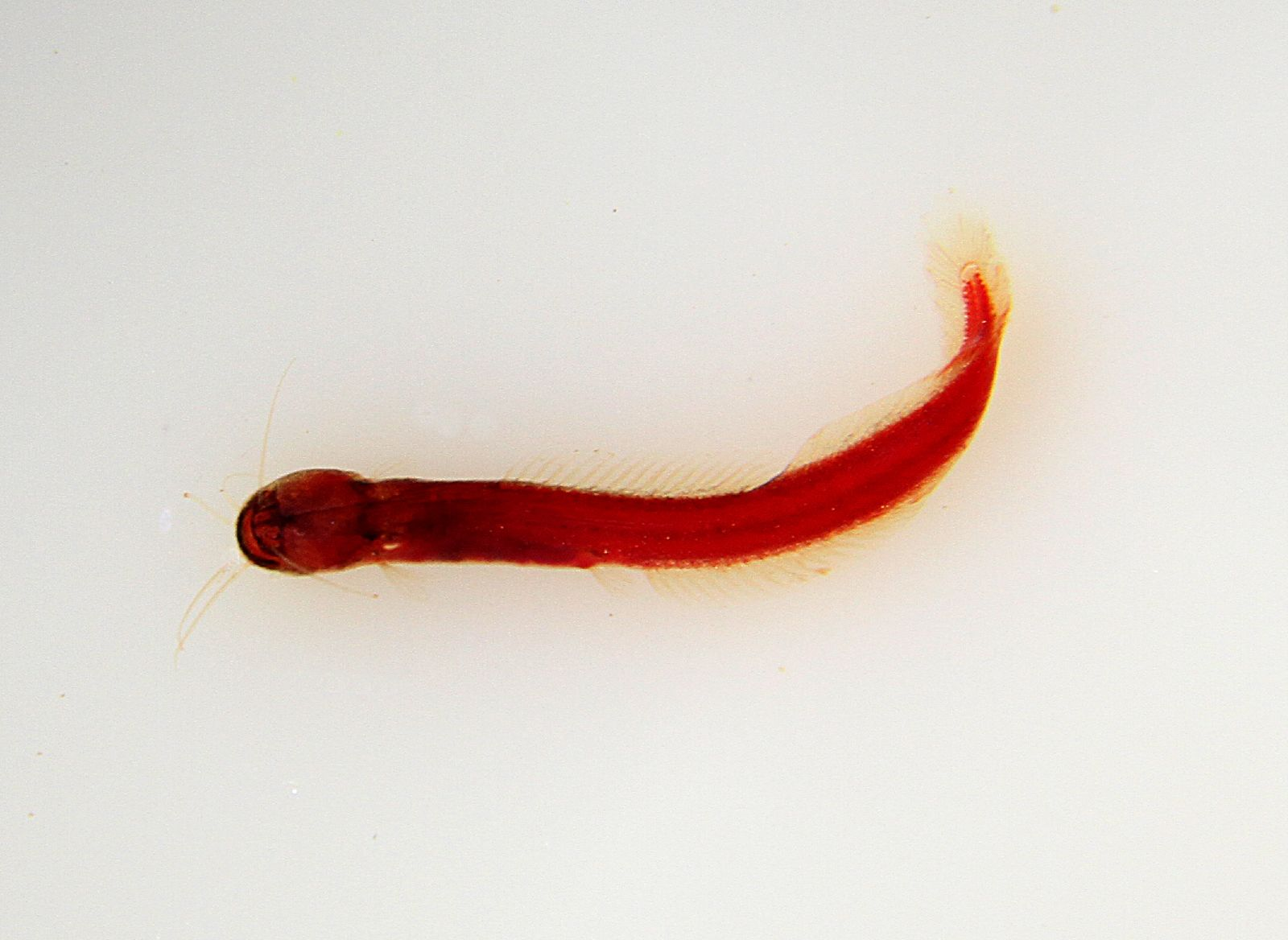
Phreatobius sp.

- Genere Acentronichthys
  - Acentronichthys leptos
- Genere Brachyglanis
  - Brachyglanis frenatus
  - Brachyglanis magoi
  - Brachyglanis melas
  - Brachyglanis microphthalmus
  - Brachyglanis nocturnus
  - Brachyglanis phalacra
- Genere Brachyrhamdia
  - Brachyrhamdia heteropleura
  - Brachyrhamdia imitator
  - Brachyrhamdia marthae
  - Brachyrhamdia meesi
  - Brachyrhamdia rambarrani
- Genere Cetopsorhamdia
  - Cetopsorhamdia boquillae
  - Cetopsorhamdia filamentosa
  - Cetopsorhamdia iheringi
  - Cetopsorhamdia insidiosa
  - Cetopsorhamdia molinae
  - Cetopsorhamdia nasus
  - Cetopsorhamdia orinoco
  - Cetopsorhamdia phantasia
  - Cetopsorhamdia picklei
- Genere Chasmocranus
  - Chasmocranus brachynemus
  - Chasmocranus brevior
  - Chasmocranus chimantanus
  - Chasmocranus longior
  - Chasmocranus lopezi
  - Chasmocranus peruanus
  - Chasmocranus quadrizonatus
  - Chasmocranus rosae
  - Chasmocranus surinamensis
  - Chasmocranus truncatorostris
- Genere Gladioglanis
  - Gladioglanis anacanthus
  - Gladioglanis conquistador
  - Gladioglanis machadoi
- Genere Goeldiella
  - Goeldiella eques
- Genere Heptapterus
  - Heptapterus bleekeri
  - Heptapterus fissipinnis
  - Heptapterus mbya
  - Heptapterus multiradiatus
  - Heptapterus mustelinus
  - Heptapterus ornaticeps
  - Heptapterus qenqo
  - Heptapterus stewarti
  - Heptapterus sympterygium
  - Heptapterus tapanahoniensis
  - Heptapterus tenuis
- Genere Horiomyzon
  - Horiomyzon retropinnatus
- Genere Imparfinis
  - Imparfinis borodini
  - Imparfinis cochabambae
  - Imparfinis guttatus
  - Imparfinis hasemani
  - Imparfinis hollandi
  - Imparfinis lineatus
  - Imparfinis longicaudus
  - Imparfinis microps
  - Imparfinis minutus
  - Imparfinis mirini
  - Imparfinis mishky
  - Imparfinis nemacheir
  - Imparfinis parvus
  - Imparfinis pijpersi
  - Imparfinis piperatus
  - Imparfinis pristos
  - Imparfinis pseudonemacheir
  - Imparfinis schubarti
  - Imparfinis spurrellii
  - Imparfinis stictonotus
  - Imparfinis timana
  - Imparfinis usmai
- Genere Leptorhamdia
  - Leptorhamdia essequibensis
  - Leptorhamdia marmorata
  - Leptorhamdia schultzi
- Genere Mastiglanis
  - Mastiglanis asopos
- Genere Myoglanis
  - Myoglanis aspredinoides
  - Myoglanis koepckei
  - Myoglanis potaroensis
- Genere Nannoglanis
  - Nannoglanis fasciatus
- Genere Nemuroglanis
  - Nemuroglanis furcatus
  - Nemuroglanis lanceolatus
  - Nemuroglanis mariai
  - Nemuroglanis panamensis
  - Nemuroglanis pauciradiatus
- Genere Pariolius
  - Pariolius armillatus
- Genere Phenacorhamdia
  - Phenacorhamdia anisura
  - Phenacorhamdia boliviana
  - Phenacorhamdia hoehnei
  - Phenacorhamdia macarenensis
  - Phenacorhamdia nigrolineata
  - Phenacorhamdia provenzanoi
  - Phenacorhamdia somnians
  - Phenacorhamdia taphorni
  - Phenacorhamdia tenebrosa
  - Phenacorhamdia unifasciata
- Genere Phreatobius
  - Phreatobius cisternarum
  - Phreatobius dracunculus
  - Phreatobius sanguijuela
- Genere Pimelodella
  - Pimelodella altipinnis
  - Pimelodella australis
  - Pimelodella avanhandavae
  - Pimelodella boliviana
  - Pimelodella boschmai
  - Pimelodella brasiliensis
  - Pimelodella breviceps
  - Pimelodella buckleyi
  - Pimelodella chagresi
  - Pimelodella chaparae
  - Pimelodella conquetaensis
  - Pimelodella cristata
  - Pimelodella cruxenti
  - Pimelodella cyanostigma
  - Pimelodella dorseyi
  - Pimelodella eigenmanni
  - Pimelodella eigenmanniorum
  - Pimelodella elongata
  - Pimelodella enochi
  - Pimelodella eutaenia
  - Pimelodella figueroai
  - Pimelodella geryi
  - Pimelodella gracilis
  - Pimelodella griffini
  - Pimelodella grisea
  - Pimelodella harttii
  - Pimelodella hartwelli
  - Pimelodella hasemani
  - Pimelodella howesi
  - Pimelodella ignobilis
  - Pimelodella itapicuruensis
  - Pimelodella kronei
  - Pimelodella lateristriga
  - Pimelodella laticeps
  - Pimelodella laurenti
  - Pimelodella leptosoma
  - Pimelodella linami
  - Pimelodella longipinnis
  - Pimelodella macrocephala
  - Pimelodella macturki
  - Pimelodella martinezi
  - Pimelodella meeki
  - Pimelodella megalops
  - Pimelodella megalura
  - Pimelodella metae
  - Pimelodella modestus
  - Pimelodella montana
  - Pimelodella mucosa
  - Pimelodella nigrofasciata
  - Pimelodella notomelas
  - Pimelodella odynea
  - Pimelodella ophthalmica
  - Pimelodella pallida
  - Pimelodella papariae
  - Pimelodella pappenheimi
  - Pimelodella parnahybae
  - Pimelodella parva
  - Pimelodella pectinifer
  - Pimelodella peruana
  - Pimelodella peruensis
  - Pimelodella procera
  - Pimelodella rendahli
  - Pimelodella reyesi
  - Pimelodella robinsoni
  - Pimelodella roccae
  - Pimelodella rudolphi
  - Pimelodella serrata
  - Pimelodella spelaea
  - Pimelodella steindachneri
  - Pimelodella taeniophora
  - Pimelodella taenioptera
  - Pimelodella tapatapae
  - Pimelodella transitoria
  - Pimelodella vittata
  - Pimelodella wesselii
  - Pimelodella witmeri
  - Pimelodella wolfi
  - Pimelodella yuncensis
- Genere Rhamdella
  - Rhamdella aymarae
  - Rhamdella cainguae
  - Rhamdella eriarcha
  - Rhamdella exsudans
  - Rhamdella jenynsii
  - Rhamdella longiuscula
  - Rhamdella montana
  - Rhamdella rusbyi
- Genere Rhamdia
  - Rhamdia argentina
  - Rhamdia enfurnada
  - Rhamdia foina
  - Rhamdia guasarensis
  - Rhamdia humilis
  - Rhamdia itacaiunas
  - Rhamdia jequitinhonha
  - Rhamdia laluchensis
  - Rhamdia laticauda
  - Rhamdia laukidi
  - Rhamdia macuspanensis
  - Rhamdia muelleri
  - Rhamdia nicaraguensis
  - Rhamdia parryi
  - Rhamdia poeyi
  - Rhamdia quelen
  - Rhamdia reddelli
  - Rhamdia schomburgkii
  - Rhamdia velifer
  - Rhamdia xetequepeque
  - Rhamdia zongolicensis
- Genere Rhamdioglanis
  - Rhamdioglanis frenatus
  - Rhamdioglanis transfasciatus
- Genere Rhamdiopsis
  - Rhamdiopsis krugi
  - Rhamdiopsis microcephala
  - Rhamdiopsis moreirai
- Genere Taunayia
  - Taunayia bifasciata[1]